# Al-Adid
Al-Adid, zadnji vladar Fatimidske dinastije, * 1160, † 1218
Fatimidska dinastija je obvladovala Egipt in del Severne Afrike. Njegova vladavina je sovpadala s časom, ko je dinastija že izgubila večino svoje moči in je bil kalifat na robu propada. Al-Adid je prevzel prestol v mladih letih, v času, ko so že potekali napadi križarjev in muslimanskih konkurentov, vključno s Saladinom, ustanoviteljem dinastije Ajubidov. Med njegovo vladavino je fatimidski kalifat izgubil pomembne ozemeljske oblasti, kot sta Jeruzalem in Damask, ki sta padla v roke Saladinu. Sam kalif ni imel veliko dejanske moči, saj so politiko kalifata že precej nadzirali njegovi vezirji. Leta 1171 je Saladin uradno zatrl fatimidsko dinastijo, se razglasil za vezirja in tako končal več kot dvestoletno vladavino Fatimidov. Al-Adid je bil pristal v hišnem priporu v Kairu in je tam živel do svoje smrti leta 1218 v relativni izolaciji. Vladavina Al-Adida označuje konec ene izmed pomembnih islamskih dinastij in vzpon dinastije Ajubidov.